# Adrien Malavard
Pas d'image ? Cliquez ici

a Compétitions nationales et continentales officielles uniquement.

Dernière mise à jour le 23 décembre 2012.
Adrien Malvard, né le 27 juin 1986 à Nice[réf. nécessaire], est un joueur français de rugby à XV qui évolue au poste d'arrière.
Il a commencé le rugby au Racing Rugby Club Nice Côte d’Azur où il a fait ses classes en école de rugby. À la suite de la liquidation du club, il a dû aller en cadet à Cannes Mandelieu. Pour l'année des Crabos, il fera un passage au club de Toulon et il perfectionnera sa formation rugbystique en espoir à Béziers pour revenir à Nice en Fédérale 1 pendant 5 saisons. En 2012, il est recruté par le club montant de Massy et goûte à la Pro D2. La parenthèse fut courte et il retourne dans sa ville natale pour les 3 saisons suivantes. 
Il s'engagera par la suite avec le club de Rugby Olympique de Grasse.
Durant sa carrière, il mettra au profit des clubs sa grande qualité de jeu au pied. Il fera preuve à plusieurs reprises de sang froid dans des moments cruciaux.